# Missing man formation

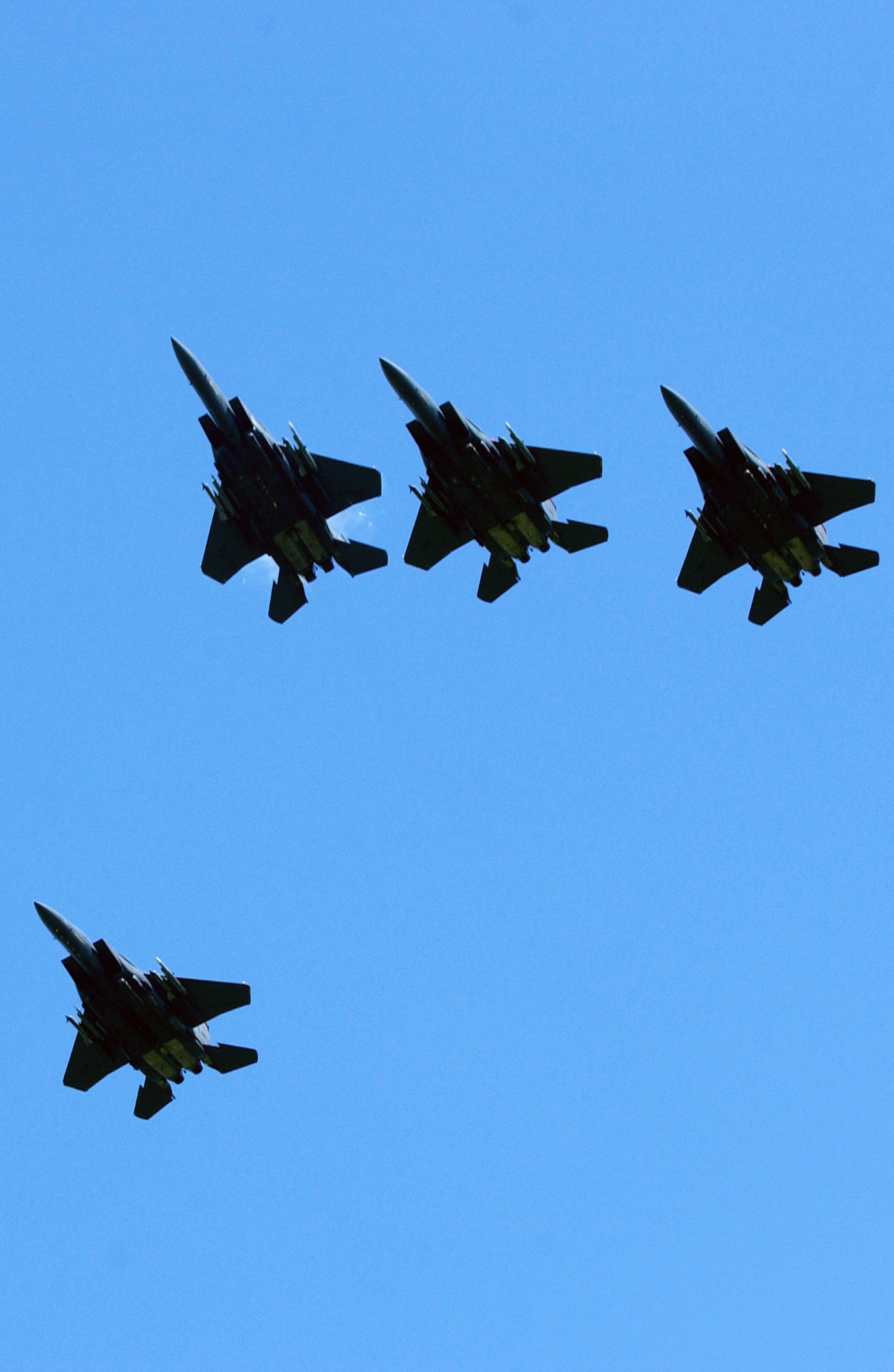
2004 рік, День пам'яті, проліт винищувачів ВПС США над Кембріджський американський цвинтар та меморіал.

Missing man, що можна перекласти як «відсутня/зникла людина» — особливий стрій літаків для виконання прольоту на похоронах чи меморіальних заходах на честь загиблого пілота, військовослужбовця, ветерана або голови держави. Цей стрій має кілька різновидів, але в цілому його можна описати так: літаки летять на відносно низькій висоті у строю, в середині якого відсутній один з літаків (від початку або залишає стрій під час прольоту).
Поза авіацією подібний траурний стрій з явно видимим порожнім місцем також використовується в автоспорті у пам'ять про нещодавно померлого гонщика та в американському футболі у пам'ять про нещодавно померлого гравця.

## Історія
Поширена думка, ніби ця традиція виникла під час Першої світової війни, коли військові авіапідрозділи поверталися з вильотів на домашній аеродром у бойовому порядку, і спостерігачі на землі відразу бачили, чи зазнав підрозділ втрат. Але якщо така практика й існувала, вона не була загальноприйнятою, судячи з відсутності згадок у спогадах пілотів тієї війни. Також популярний міф повідомляє, що вперше проліт «missing man» виконали 22 квітня 1918 року пілоти Королівських ВПС на знак поваги до загиблого німецького аса Манфреда фон Ріхтгофена, відомого під прізвиськом «Червоний Барон». Але історичні джерела не згадують, що на честь Ріхтгофена тоді взагалі відбувався будь-який урочистий проліт, у такому строю чи у будь-якому іншому.
Вважається, що перший проліт чотирьох літаків у строю «missing man» відбувся в 1931 році на похоронах американського пілота Чарльза В. Голмана. У 1936 році літаки Королівських ВПС виконали такий проліт під час паніхиди за британським королем Георгом V.

## Вигляд
Формування, яке найчастіше використовується в Сполучених Штатах, базується на бойовому порядку літаків типу «finger-four», що складається з двох пар літаків. У старішому варіанті на правому фланзі строю від початку польоту є ведений літак, але відсутній чільний (див. ілюстрацію до статті).
В більш новій і найбільш поширеній в наші дні версії проліт починається у повному складі, але при наближенні до глядачів чільний літак правого флангу різко набирає висоту й виходить зі строю вгору, а решта строю продовжує горизонтальний політ, доки всі літаки не зникнуть із поля зору.
Також існує версія, коли виступ проводиться на заході сонця, стрій літаків наближається з південного напрямку, і при наближенні до глядачів чільний правий літак раптово відділяється від строю та уходить на захід, летячи у бік сонця.
В будь-якому варіанті літак, що відсутній від початку або уходить протягом польоту, символізує загиблу особу (осіб) і прощання з ними.

## У мистецтві
Стрій «missing man» в момент, коли один з літаків відходить від основного строю вгору, зображено на ряді меморіальних скульптур, зокрема:
- на авіабазі ВПС США Рендолф у Юніверсал-Сіті (Техас);
- на авіабазі ВПС США Перл-Гарбор–Гікам у Гонолулу (Гаваї);
- у Парку Доблесті (англ. Valor Park біля Національного музею ВПС США у Дейтон (Огайо);
- у Музеї військової авіації[en] (Сустерберг, Нідерланди) у пам'ять про катастрофу B-24 Liberator 21 червня 1944 року.

Виконання маневру у його найпоширенішому вигляді (зі зльотом одного з літаків вгору) можна побачити у деяких фільмах:
- Справжні чоловіки (1983) — на початку фільма у сцені похорон загиблого пілота-випробувача цей маневр виконують літаки Lockheed T-33[en];
- Армагеддон (1998) — у фіналі шість F-16 Fighting Falcon виконують такий проліт на честь Гаррі Стемпера, який пожертвував собою для врятування світу;
- Найкращий стрілець: Маверік — у виконанні літаків F/A-18 Hornet в сцені похорону «Айсмена».